# Trill (album de Bun B)
Albums de Bun B
II Trill
(2008)
Singles
1. Draped Up
Sortie : 6 décembre 2005
2. Get Throwed
Sortie : 6 décembre 2005
3. Git It
Sortie : 24 janvier 2006

Trill est le premier album studio de Bun B, sorti le 13 septembre 2005.
L'album s'est classé 1er au Top R&B/Hip-Hop Albums et 6e au Billboard 200, avec 118 000 copies vendues la première semaine. Il a été certifié disque d'or par la Recording Industry Association of America (RIAA) le 13 septembre 2005.

## Liste des tittres
| No  | Titre | Auteur                                                                           | Contient un (des) sample(s) de               | Durée |
| --- | --- | -------------------------------------------------------------------------------- | -------------------------------------------- | ----- |
| 1.  | Inauguration (featuring J. Prince – Produit par Cory Mo)                                                                                                | Freeman, Moore, Prince                                                           | Hail to the Chief de James Saunderson        | 1:51  |
| 2.  | Bun (Produit par KLC) | Freeman, Lawson                                                                  |                                              | 4:06  |
| 3.  | Get Throwed (featuring Pimp C, Z-Ro, Young Jeezy et Jay-Z – Produit par Mr. Lee)                                                                        | Butler, Carter, Freeman, Jenkins, McVey, Williams                                | Eric B. Is President d'Eric B. & Rakim       | 3:53  |
| 4.  | Draped Up (featuring Lil' KeKe – Produit par Salih Williams)                                                                                            | Freeman, Williams, Edwards                                                       | Pimp Tha Pen de DJ Screw featuring Lil' Keke | 4:16  |
| 5.  | I'm Fresh (featuring Mannie Fresh – Produit par Mannie Fresh)                                                                                           | Freeman, Joseph, Thomas                                                          |                                              | 4:16  |
| 6.  | Trill Recognize Trill (featuring Ludacris – Produit par Lil Jon)                                                                                        | Bridges, Freeman, Smith                                                          |                                              | 5:24  |
| 7.  | Pushin' (featuring Scarface et Young Jeezy – Produit par Mr. Lee)                                                                                       | Freeman, Jenkins, Jordan, Mayfield, Williams                                     | Keep on Pushing des Impressions              | 4:41  |
| 8.  | I'm Ballin' (featuring Jazze Pha – Produit par Jazze Pha)                                                                                               | Alexander, Freeman, Wallace                                                      |                                              | 4:20  |
| 9.  | What I Represent (featuring Mannie Fresh – Produit par Mannie Fresh)                                                                                    | Freeman, Thomas                                                                  |                                              | 4:39  |
| 10. | The Story (Produit par John Bido et JOE TRAXX) | Freeman, Jamerson, Okurbido, D. Williams, Howard                                 | All the Time You Need de Chanson             | 5:55  |
| 11. | Hold U Down (featuring Trey Songz, Mike Jones et Birdman – Produit par Bei Major)                                                                       | Freeman, Bei Major, Jones, Neverson, Williams                                    |                                              | 4:19  |
| 12. | I'm a "G" (featuring T.I. – Produit par Mike Dean et Mr. Lee)                                                                                           | Dean, Freeman, Harris, Williams                                                  |                                              | 4:09  |
| 13. | Git It (featuring Ying Yang Twins – Produit par Mr. Collipark)                                                                                          | Campbell, Crooms, Freeman, Hobbs, Holmes, Jackson, Ross, Wongwon                 | Get It Girl de 2 Live Crew                   | 3:57  |
| 14. | Who Need a "B" (featuring Too $hort et Juvenile – Produit par Bigg Tyme)                                                                                | Freeman, Gray, Jefferson, Shaw                                                   | Dope Fiend Beat de Too $hort                 | 4:40  |
| 15. | Retaliation Is a Must (featuring Mddl Fngz – Produit par Sean Wee)                                                                                      | Bowser, Freeman, Grisby, Stephenson, Wheelock                                    |                                              | 3:48  |
| 16. | Draped Up (H-Town Remix) (featuring Lil' Keke, Slim Thug, Chamillionaire, Paul Wall, Mike Jones, Aztek, Z-Ro et Lil' Flip – Produit par Salih Williams) | Edwards, Freeman, Gomez, Jones, McVey, Sereki, Slayton, Thomas, Weston, Williams |                                              | 5:11  |

| 17. | Late Night Creepin' (featuring Skinhead Rob et Travis Barker – Produit par Travis Barker) | Barker, Freeman, Aston | 4:27 |